# 구리소방서
구리소방서(九里消防署, Guri Fire Station)는 경기도 구리시를 관할하는 경기도 북부소방재난본부 산하의 소방서이다.
소방서장은 소방정으로 보한다.

## 연혁
- 1987년 11월 25일: 구리소방서 개서
- 1995년 12월 12일: 이천소방서 분리
- 2005년 8월 22일: 남양주소방서, 가평소방서 분리

## 조직
| - 소방행정과 - 소방행정팀 - 회계장비팀 | - 재난예방과 - 예방대책팀 - 소방민원팀 | 소방안전특별점검단 - 화재안전조사팀 - 소방사법팀 | - 현장대응단 - 대응전략팀 - 구조구급팀 - 지휘조사1·2·3팀 |

## 관할센터 및 관할구역
구리소방서는 2개의 119안전센터와 1개의 구조대를 산하에 두고 있다.
| 명칭            | 주소               | 관할구역       | 지역대 |
| --------------- | ------------------ | -------------- | ------ |
| 교문119안전센터 | 아차산로487번길 46 | 수택동, 교문동 |        |
| 인창119안전센터 | 건원대로34번길 28  | 인창동         |        |
| 갈매119안전센터 | 산마루로 68        | 갈매동, 사노동 |        |
| 119구급대       | 아차산로487번길 46 | 구리시 일원    |        |
| 119구조대       | 왕숙천로 570       | 구리시 일원    |        |

## 같이 보기
- 대한민국 소방청
- 대한민국의 소방
- 소방관 계급